# Das Geisterhaus
Das Geisterhaus ist der Debütroman der chilenischen Schriftstellerin Isabel Allende. Das 1982 veröffentlichte Werk mit dem Originaltitel La casa de los espíritus (deutsche Veröffentlichung 1984, Frankfurt am Main) erzählt die Geschichte einer reichen Oberschichtsfamilie in einem ungenannten lateinamerikanischen Land, das sehr klar als Chile wiedererkennbar ist. Hintergrund der Romanhandlung, die deutliche historische und auch autobiographische Bezüge hat, ist die Geschichte Chiles von der Wende zum 20. Jahrhundert bis in die Jahre der Militärdiktatur nach dem Putsch in Chile 1973 gegen Salvador Allende, der ein entfernter Onkel der Romanautorin war. Der Roman wird dem magischen Realismus zugeordnet.

## Inhaltsangabe
Im Mittelpunkt der Geschichte steht Clara del Valle, die sich am Schluss des Romans als die Großmutter der Erzählerin erweist, sowie ihr Mann Esteban Trueba. Am Anfang des Romans stehen Kindheitserlebnisse der Protagonistin, bei denen ihre ungewöhnlichen übersinnlichen Begabungen und Wahrnehmungen eine Rolle spielen. Sie sieht Katastrophen vorher und kann Gegenstände bewegen, ohne sie zu berühren. Ähnliche Fähigkeiten und Erlebnisse sind später auch für das Leben ihrer Tochter Blanca und ihrer Enkelin Alba von Bedeutung.
Esteban verliebt sich als junger Mann aus verarmtem Bürgertum in die schöne und schweigsame Rosa del Valle, Claras ältere Schwester, die eine geheimnisvolle Aura umgibt. Zu seiner großen Überraschung willigt sie in die Heirat ein. Esteban begibt sich in den Norden des Landes, um dort in den Bergwerken das notwendige Geld für die Heirat zu erwirtschaften. Er schreibt feurige Liebesbriefe an Rosa, die in der Hauptstadt bei ihrer Familie zurückbleibt.
Rosa stirbt während Estebans Abwesenheit an den Folgen einer unglücklichen Vergiftung durch Rattengift, mit dem eigentlich ihr Vater Severo vergiftet werden sollte, der für die Liberale Partei zu den Senatswahlen kandidierte. Rosas Schwester Clara hatte das Unglück vorhergesehen und sieht auch heimlich bei der Öffnung von Rosas Körper zu, der auf dem Küchentisch der Familie seziert wird, um die Todesursache festzustellen. Auf den Vorfall reagiert das Mädchen, das bis dahin als lebensfroh und vorlaut galt, mit neunjährigem Schweigen. Weder den Ärzten noch der Kinderfrau der Familie, der Nana, mit der Clara ein lebenslanges Vertrauensverhältnis verbindet, gelingt es, sie wieder zum Sprechen zu bringen.
Um vor der Trauer um Rosa, aber auch vor der Verantwortung für seine schwerkranke Mutter zu fliehen, begibt sich Esteban Trueba in den Süden auf das Land, wo er das ererbte Gut Drei Marien hochzuwirtschaften beginnt. Er macht aus dem völlig maroden Betrieb ein Mustergut und ist sowohl für seine Ordnungsliebe und Effizienz als auch für seinen Jähzorn und die brutale Behandlung der Arbeiter und Inquilinos bekannt. Gewohnheitsmäßig vergewaltigt er die Töchter der Gutsbewohner und zeugt zahllose uneheliche Nachkommen, die das Gut in späterer Zeit bevölkern.
Clara bricht ihr neunjähriges Schweigen als junge Frau und kündigt an, sie werde heiraten. In der Tat kommt Esteban Trueba kurz danach in ihr Elternhaus und hält um ihre Hand an. Kurz zuvor ist seine Mutter verstorben und er hatte ihr versprochen, für den Fortbestand der Familie zu sorgen. Die Hochzeit von Clara und Esteban wird mit großem Pomp gefeiert, und Esteban baut in der Hauptstadt ein repräsentatives Haus, das von Clara und ihrer Schwägerin Férula bewohnt und bewirtschaftet wird. Férula ist eine unverheiratete Schwester Estebans und hatte sich bis dahin um die kranke Mutter gekümmert. Auch die Nana bleibt als Haushälterin bei der Familie und ist stets in Claras Umgebung. Während Esteban zurück aufs Land geht und die meiste Zeit in Drei Marien verbringt, widmet sich Clara spiritistischen Aktivitäten und schart einen Kreis Gleichgesinnter um sich, der sich regelmäßig in der Villa trifft.
Clara und Esteban bekommen drei Kinder: die Tochter Blanca und die Zwillinge Jaime und Nicolas. Die Familie verbringt jeden Sommer auf den Drei Marien und überwintert in der Hauptstadt. Die Ehe zwischen Clara und Esteban wirkt nach außen hin glücklich, wird jedoch durch Eifersüchteleien Férulas erschwert.
Blanca lernt schon als kleines Kind den Sohn des Verwalters der Drei Marien, Pedro Tercero García, kennen. Als Halbwüchsige verlieben sich die beiden leidenschaftlich ineinander, aber die Beziehung wird vom Patriarchen Esteban nicht geduldet, da Blancas soziale Stellung eine Verbindung mit Bediensteten nicht zulässt. Esteban droht mehrmals, Pedro umzubringen, tut es jedoch unter anderem aus Rücksicht auf Pedro Terceros Vater nicht, Pedro Segundo García, der ein treuer und effizienter Verwalter des Gutes ist. Auch hatte Pedro Terceros Großvater, Pedro García der Alte, in der Anfangszeit einmal das Gut vor einer Ameisenplage bewahrt und Esteban nach einem Erdbeben das Leben gerettet.
Pedro Tercero schließt sich der Kommunistischen Partei an und muss Drei Marien verlassen. Nach einem Wiedersehen wird Blanca von Pedro schwanger, worauf Esteban mit einem Wutausbruch reagiert und seiner Frau, die Blanca in Schutz genommen hatte, mehrere Zähne ausschlägt. Clara trennt sich für immer von ihrem Mann und spricht ungeachtet der nach außen hin aufrechterhaltenen Ehe niemals mehr ein Wort mit ihm, selbst auf ihrem Totenbett. Esteban versucht, Pedro Tercero aufzuspüren und verfolgt ihn unerbittlich; bei einem Angriff mit einer Axt verliert der junge Mann drei Finger. Die schwangere Blanca wird gegen ihren Willen mit dem Franzosen Jean de Satigny verheiratet, einem als Investor umworbenen Industriellen, der schon einige Zeit als Gast auf dem Gut gelebt hatte. Sie zieht mit ihm in den Norden des Landes, entdeckt aber bald, dass ihr Mann ein sexuelles Doppelleben führt und nachts anstößige Fotoaufnahmen mit den Hausangestellten macht. Sie flieht daraufhin zurück in ihr Elternhaus in der Hauptstadt.
Blanca bringt eine Tochter zur Welt, die Alba genannt wird. Sie ist die einzige, die es schafft, zu allen Familienmitgliedern eine vernünftige Beziehung aufzubauen, besonders zu ihrem Onkel Nicolas, einem Abenteurer, dessen wirtschaftliche Projekte fast alle in einem Fiasko enden. Nicolas tritt später einer asiatischen Sekte bei und wird schließlich von seinem Vater nach Nordamerika geschickt, weil sein Verhalten Esteban peinlich ist und seine politischen Ambitionen gefährdet. Albas zweiter Onkel Jaime wird Arzt und arbeitet unter großen Entbehrungen in einem Armenkrankenhaus in der Hauptstadt.
Esteban Trueba geht in die Politik und wird mehrmals für die Konservative Partei zum Senator gewählt. Er entwickelt eine große Abneigung gegen die Linken und betrachtet seine Kinder, die sich der Nächstenliebe verschrieben haben und sich teils auch politisch engagieren, als nichtsnutzige Versager. Trueba investiert große Summen in seine politische Karriere, während er seine verstoßene Tochter Blanca nur mit dem Notwendigsten versorgt.
Nach Claras Tod zerfällt die Familie, und das große Haus beginnt zu verfallen. Zwar leben noch einige Familienmitglieder in dem gemeinsamen Haus, sie haben sich jedoch so auseinandergelebt, dass sie nicht einmal mehr miteinander essen. Alba beginnt, an der Universität Musik und Philosophie zu studieren. Ihr Studium fällt in eine Zeit, in der das Land politisch tief gespalten ist. Sie verliebt sich in den Sozialisten Miguel, der bereit ist, sich der Guerilla anzuschließen und für seine Ideale zu kämpfen. Mehr aus Liebe zu ihm denn aus Begeisterung für die Sache macht Alba bei einer Universitätsbesetzung mit, die für die Beteiligten sehr gefährlich ausgeht.
Die weiteren Entwicklungen im Land führen Esteban Trueba politisch und wirtschaftlich ins Abseits. Seine Partei verliert die Wahlen und die Linke übernimmt die Macht. Truebas Landgut wird gegen seinen Widerstand enteignet und er beteiligt sich in der Folge an Planungen für einen gewaltsamen Umsturz. Die Wirtschaft des Landes wird von den Besitzbürgern systematisch destabilisiert, um der Linksregierung zu schaden. Esteban Truebas persönlicher Feind Pedro Tercero García, der sich seit seiner Verstümmelung zu einem populären Sänger hinaufgearbeitet hat, wird Minister der Linksregierung.
Wenig später kommt es zum Militärputsch. Estebans Sohn Jaime, ein Freund des Präsidenten, ist bei der Bombardierung des Präsidentenpalastes zugegen und wird später von den Militärs verhaftet, gefoltert und ermordet. Esteban hatte erwartet, dass das Militär die Ordnung wiederherstellen und Neuwahlen ausrufen würde. Stattdessen wird ein Terrorregime errichtet, das auch zahlreiche Personen aus Estebans Bekannten- und Freundeskreis bedroht. Esteban versöhnt sich mit Blanca und Pedro Tercero und hilft ihnen, das Land zu verlassen und gemeinsam nach Kanada ins Exil zu gehen. Berichte über Folterungen und Konzentrationslager hält er allerdings zunächst noch für kommunistische Propaganda.
Als Alba mitten in der Nacht verhaftet, in ein Konzentrationslager gebracht, gefoltert und missbraucht wird, erkennt ihr Großvater seinen Irrtum. Mit Hilfe einer Bekannten, Tránsito Soto, die in der Stadt ein Edelbordell leitet und jahrelang Estebans Geliebte war, gelingt es ihm auf abenteuerliche Weise, Alba aus den Fängen der Folterer zu befreien. Chef der Foltereinheit und persönlicher Folterknecht Albas ist der Polizeioberst Esteban García, ein Enkel von Pancha García, die Esteban Trueba kurz nach seiner Ankunft auf Drei Marien als junges Mädchen vergewaltigt hatte. Sie war eine Tochter von Pedro García dem Alten und eine Schwester des späteren Gutsverwalters Pedro Segundo García. Oberst Esteban García gehört damit wie sein Opfer Alba zu den Enkeln von Esteban Trueba und ist ihr Cousin. Er hatte sie und ihre Mutter Blanca, seine Tante, schon über Jahre heimlich beobachtet und verfolgt, um sich für das Schicksal als unbeachteter Nachkomme eines Bastards zu rächen.
Esteban Trueba beginnt, die Geschichte der Familie mit Hilfe Claras aufzuschreiben. Diese begleitet ihren Mann während seiner letzten Lebensjahre liebevoll als Geistin, nachdem er den ihn lebenslang charakterisierenden aufbrausenden Jähzorn nach und nach völlig verloren hat. Nachdem er selbst viele Seiten aus seiner Erinnerung eigenhändig niedergeschrieben hat, stirbt Esteban mit über neunzig Jahren im Schlaf, während seine Enkelin an seinem Bett sitzt. Alba setzt das Werk ihres Großvaters fort und stellt die Erzählung fertig.

## Stilmittel
- Die Namen der weiblichen Hauptpersonen – Nívea (Mutter von Clara), Clara, Blanca und Alba – haben alle die Bedeutung „weiß“.
- Der Roman endet mit denselben Worten, wie er beginnt.

## Erfolg der deutschen Übersetzung
Die deutsche Übersetzung von Das Geisterhaus stammt von Anneliese Botond. Das Buch war 29 Wochen lang in den Jahren 1984 und 1985 auf dem Platz 1 der Spiegel-Bestsellerliste. Gottfried Honnefelder, damals Geschäftsführer beim Suhrkamp Verlag, nannte 1987 eine überaus hohe Verkaufszahl des Bandes von 500.000 Stück. Die 32. Auflage der deutschen Ausgabe war bereits 1987 erreicht. In der DDR erschien das Buch 1985 in gleicher Übersetzung im Aufbau Verlag.
Eine Abweichung der deutschen Übersetzung vom spanischen Ausgangstext besteht darin, dass Botond als Schauplatz der Geschichte an mehreren Stellen explizit das Land „Chile“ erwähnt, während Allende den Namen des Landes in ihrem Werk ungenannt ließ, trotz eindeutiger indirekter Erkennbarkeit an zahlreichen Details.

## Verfilmung
Der dänische Regisseur Bille August hat das Geisterhaus 1993 mit Jeremy Irons, Meryl Streep, Winona Ryder, Glenn Close und Antonio Banderas verfilmt. An einigen Stellen weicht die Handlung des Films von derjenigen des Buchs ab. Der Hauptunterschied liegt in der Änderung der Generationenfolge, wodurch die Charaktere Blanca und Alba verschmelzen. Auch fehlen in der Leinwandgeschichte die Zwillingsbrüder Jaime und Nicolas sowie Albas Freund Miguel (seine Erlebnisse werden Pedro zugeordnet). Die Alba aus der Filmversion ist während des Umsturzes noch ein Kind; festgenommen und gefoltert wird stattdessen ihre Mutter Blanca. Diese übernimmt in der Verfilmung auch anstelle von Alba die Rolle der Erzählerin.

## Theateradaption
Die Uraufführung der Dramatisierung des Romans fand am 30. Januar 2014 im Akademietheater (Wien) statt. Regie führte Antú Romero Nunes, der auch gemeinsam mit Florian Hirsch die Textfassung erstellte.

## Historische und autobiographische Bezüge
- Der sozialistische Präsident stirbt im Roman am Tag des Putsches im bombardierten Präsidentenpalast. Später heißt es, niemand habe „an die offizielle Version, er habe sich das Leben genommen“, geglaubt.[6] Truebas Nachfragen darüber werden von den Militärs nicht beantwortet.[7] Nach dem Tod des Präsidenten wird Claras Sohn Jaime – ein Arzt – bedrängt, den angeblichen Suizid des Präsidenten zu bestätigen, doch er weigert sich und wird getötet.[8] Im Fall des realen sozialistischen Präsidenten Salvador Allende wurde sein Suizid durch seine Leibärzte bestätigt;[9] spätere Untersuchungen bestätigen ihre Darstellung.[10][11] Isabel Allende verfasste ihr Buch vor diesen Untersuchungen.
- Die Amerikaner waren tatsächlich – wie im Roman beschrieben – am Sturz der sozialistischen Regierung beteiligt, vor allem durch das Project FUBELT. Allerdings waren es keine amerikanischen Flugzeuge, die den Präsidentenpalast beschossen, wie im Roman beschrieben, sondern Kampfjets der Fuerza Aérea de Chile (vgl. Angriff auf die Moneda).
- Die letzte Rede des sozialistischen Präsidenten ist vergleichbar mit der tatsächlichen letzten Rede Salvador Allendes, zum Beispiel, wenn er sagt, er müsse seine Treue mit dem Tod bezahlen oder sein Tod werde nicht umsonst sein[12] (vgl. Die letzte Rede Allendes).
- Isabel Allende schrieb ihr Buch im venezolanischen Exil. Sie hatte fliehen müssen, nachdem sie sich anonym für politisch Verfolgte eingesetzt hatte. Das Buch basiert auf einem Brief, den sie ihrem sterbenden, neunundneunzigjährigen Großvater schrieb.[2] Die autobiographischen Einflüsse auf das Geisterhaus werden hieraus deutlich.